# Madonna col Bambino (Filippo Lippi Prato)
La Madonna col Bambino della Galleria di Palazzo degli Alberti a Prato è un'opera attribuita a Filippo Lippi (tempera su tavola di 27,5x21 cm), databile al 1436 circa. Dal 2010 l'opera è stata trasferita a Vicenza, nelle collezioni della Banca Popolare di Vicenza che ha acquistato la cassa di Risparmio di Prato. Con l'acquisizione di Popolare Vicenza da parte di Intesa Sanpaolo, nel 2017 i dipinti sono tornati a Prato.

## Storia
L'opera faceva probabilmente parte di un altarolo per la devozione domestica, poi smembrato e disperso. Il frammento con la Madonna col bambino venne poi reinserito in una cornice di pastiglia. Manca documentazione sull'opera e l'attribuzione al Lippi si basa su ragioni stilistiche. Comparsa sul mercato dell'arte nel 1930, venne infine acquistata dalla Cassa di Risparmio di Prato nel 1983. Oggi è esposta nella galleria dell'istituto bancario, che nel frattempo è diventato CariPrato.

## Descrizione e stile
Il gruppo sacro è rappresentato con figure massicce e monumentali, che rimandano all'opera di Masaccio e quindi alla fase ancora giovanile dell'artista. Il Bambino sembra volersi divincolare dalla stretta materna e tende verso di essa una manina, richiamando spunti di vita reale come accadeva nelle opere di Donatello. Tipica del Lippi è l'uso della nicchia a conchiglia, ispirata al tabernacolo delm Tribunale della Mercanzia di Donatello in Orsanmichele e poi ripreso da numerosi altri pittori. Pertinente all'autore è anche l'uso dei toni grigi per gli incarnati e il prezioso blu oltremarino della veste di Maria.